# Petro Tyschtschenko
Petro Taras Ostap Tyschtschenko (szül.: Bécs, 1943. április 16.) ukrán felmenőkkel rendelkező német üzletember, aki a Commodore International különféle európai, majd nemzetközi tevékenységeiért felelt vezetőként.

## Származás, korai évek
Petro Tyschtschenko Boris Tyschtschenko és Magdalena Tyschtschenko (szül.: Schmerlaib) egyetlen gyermeke. Nagyapja újságíró volt Ukrajnában, aki az első világháború alatt Prága érintésével Bécsbe menekült. Boris a prágai Károly Egyetemen diplomázott, majd Bécsben saját kiadót alapított és 1941-ben megházasodott. 1945-ben, a háború végén a család Bécs orosz megszállása elől az amerikaiak által ellenőrzött Bajorországba menekültek, gyakorlatilag földönfutókként. Az eredeti terv az volt, hogy az Egyesült Államokba emigrálnak, de ez megváltozott, amikor Boris saját üzletet nyitott Münchenben, melyet haláláig, 1985-ig vitt.
Petro Tyschtschenko az általános iskolát és a középiskolát Münchenben végezte 1949 és 1961 között, majd 1964-ben a Német Ipari és Kereskedelmi Kamara (IHK) keretében ipar-kereskedelmi ügyintéző képesítést szerzett. Szabadidejében hobbielektronikával foglalkozott és maga is épített, illetve javított rádiókat pénzért.

## Szakmai életút
1964 és 1982 között dolgozott Münchenben egy rádiókölcsönző cégnél, Düsseldorfban a 3M-nél, Frankenthalban a Pegulan Műveknél és Kölnben a Felten & Guilleaume kábelműveknél. Belső rendszer- és folyamatszervezéssel, valamint logisztikával foglalkozott.

### Commodore
1982. október 1-jétől dolgozott a Commodore németországi leányvállalatánál, a Commodore Büromaschinen GmbH-nál. Az első négy évben a Frankfurt am Main Niederrad városrészében lévő központban az anyagbeszerzést vezette. Ő hozta létre a braunschweigi elosztó központot, valamint megszervezte a Commodore VIC-20 és a Commodore 64 szervizszolgáltatásait.
1986 és 1990 között Tyschtschenko volt a Commodore európai logisztikai igazgatója, melynek során ő hozta létre az európai központi áruraktárt Rotterdam mellett Hollandiában. Innen látta el a 11 európai leányvállalatot áruval. Részt vett a hongkongi és tajvani gyártócég-felvásárlások előkészítésén és a tárgyalásokon, valamint megszervezte a Távol-Keletről történő konténeres áruszállítást.
1990-ben kinevezték nemzetközi logisztikai és beszerzési igazgatónak, mely innentől globális feladatkört jelentett. Munkája során közvetlenül jelentett Mehdi Ali vezérigazgatónak.

### Commodore csőd
A Commodore 1994. április 29-én csődöt jelentett az Egyesült Államokban, majd ezután a többi leányvállalat is követte ugyanezt világszerte. Mehdi Ali bizalmasaként a francia, a hong kongi, a spanyol, illetve a holland leányvállalatok vezérigazgatójának nevezték ki és a felszámolás volt a fő feladata, de emellett befektetőt is igyekezett találni, úgyhogy amennyire csak lehet, életben tartotta a cégeket (így pl. a Commodore UK-t). A francia és a holland csődgondnok közben beperelte a helyi cégvezetőket, melynek következtében Tyschtschenkonak még 14 évvel később is bírósági meghallgatásokra kellett járnia.

### Escom / Amiga Technologies
1995-ben sikerült befektetőt találnia a német Escom személyében, mely 10 millió dollárért megszerezte a Commodore szabadalmakat és szerzői jogokat az amerikai bíróságtól. Tyschtschenko 1995-től 1996 júliusáig az Escom égisze alatt építette ki és vezette az Amiga Technologies GmbH leányvállalatot, mely folytatta a Commodore két utolsó terméke, az Amiga 1200 és az Amiga 4000 gyártását Franciaországban és szervezte a forgalmazásukat. Ezen kívül kiadták az Amiga Magic Pack hardver-szoftver csomagot (A1200+HDD+Deluxe Paint+Wordsworth), valamint egy új termék prototípusát is bejelentették, az Amiga Walkert.
Petronak az volt az elképzelése, hogy a cég pénzügyileg függetlenül működik az Escomtól. 1996 júliusában aztán az Escom anyavállalat is csődöt jelentett, melynek nyomán neki kellett végigvinnie az Amiga Technologies felszámolását is.

### Gateway / Amiga International
A felszámolás során Petronak sikerült rávennie az amerikai Gateway 2000-et, hogy fektessen be a vállalatba. Megalapították az Amiga International, Inc.-et a németországi Langenben az értékesítés és marketing támogatására, melynek vezetője Tyschtschenko lett és nagy tervekkel állt elő.
Egy másik céget is alapítottak Dél-Dakotában, az Amiga, Inc.-et, melynek Jim Collas lett a vezetője és a kutatás-fejlesztéssel foglalkozott. Azonban sem a Gateway, sem az őt felvásárló Acer Inc. nem fejlesztett új Amiga terméket és 2001-ben eladásra kínálta az Amiga Internationalt. A felvásárló, Bill McEwen azonban nem kívánta a céget abban a formájában átvenni, saját céget alapított Amiga Inc. néven és itt Tyschtschenkonak véget ért az amigás pályafutása.

### Saját cég
Petro Tyschtschenko ezek után a - már 2000 januárjában megalapított - saját vállalkozásában, a Power Service GmbH-ban dolgozik, különféle szolgáltatásokat nyújtva ázsiai hardvergyártók számára, úgymint: értékesítés, összeszerelés, helpdesk, szerviz, logisztika és raktározás.

## Magánélet
Petro Tyschtschenko 1970-ben nősült meg. Erika nevű feleségétől két gyermeke született, Tanja (1972) és Taras (1974).